# Per Sparre (1633–1669)
Per Sparre, född den 30 oktober 1633 i Stockholm, död den 7 juni 1669 i Verden i norra Tyskland, var en svensk friherre, lantmarskalk, diplomat och ämbetsman. Sparre var son till Peder  Sparre och Elsa Posse, sonson till rikskanslern Erik Sparre och från 1659 gift med Sigrid Horn af Åminne.

## Biografi
Sparre blev kammarherre hos drottning Hedvig Eleonora 1656, vice president i Svea hovrätt 1658 och riksråd och kansliråd från 1664. Han var adelsståndets talman med titel lantmarskalk vid 1660 och 1664 års riksdagar. Han var 1662 plenipotentiär vid kejserliga hovet i Wien.
Sparre var en lärd man, studerade vid Uppsala universitet från 1643 och vid universitetet i Leiden från 1649 samt uppges ha översatt till svenska böcker av den romerska historieskrivaren Quintus Curtius Rufus.